# Antioxidant
Antioxidant je látka, jejíž molekuly omezují aktivitu kyslíkových radikálů – snižují pravděpodobnost jejich vzniku nebo je převádějí do méně reaktivních nebo nereaktivních stavů.

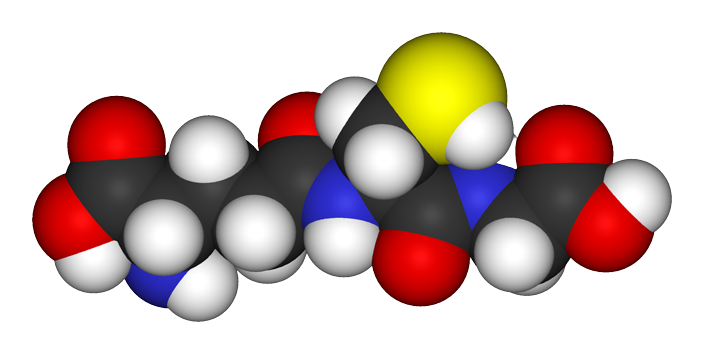
Kalotový model glutathionu, antioxidačního metabolitu. Žlutě je znázorněn redoxně aktivní atom síry, který poskytuje antioxidační vlastnosti. Červená, modrá, bílá a tmavě šedá kulička reprezentují kyslík, dusík, vodík a uhlík.

Tím omezují proces oxidace v organismu nebo směsích, kde se vyskytují. Z tohoto důvodu se jako konzervanty přidávají do potravin, které by byly jinak oxidací nadměrně poškozovány (např. rostlinné oleje – viz žluknutí). Konzumovány působí v jistém smyslu pozitivně na zdraví organismu. Ovšem přemíra antioxidantů může spíše škodit, přirozené oxidační procesy tlumit a naopak i oxidanty pomáhají zdraví. Další antioxidanty se vyskytují (nejčastěji ve formě enzymů) v organismu, kde působí podobně, v potravě jsou však bezvýznamné (buďto rychle zanikají, nebo nepřežijí trávicí proces).
Antioxidanty lze dělit na přirozené (v přírodě nebo dané potravině se přirozeně vyskytující, byť normálně třeba v menších koncentracích) a syntetické (ve smyslu uměle vytvořené a bez patřičného relevantního výskytu v přírodě). Obvykle panuje snaha upřednostňovat první skupinu, byť dosavadní výzkumy ukazují na neškodnost používaných umělých antioxidantů.[zdroj?]
Z hlediska konzumenta lze hodnotit přítomnost antioxidantů v potravinách spíše kladně, jednak prodlužují jejich trvanlivost, jednak jejich užívání může mít příznivé účinky na jeho zdraví, neboť snižuje pravděpodobnost vzniku srdečně-cévních chorob a některých typů rakoviny. Antioxidanty ovšem chrání i rakovinné buňky a to i více, takže mohou i škodit. Proto u lidí s rakovinou by se jejich konzumace neměla doporučovat.

## Neprokázaná tvrzení
Odborníci se shodují na tom, že účinnost přirozených antioxidantů přijímaných přirozeně (např. v čaji a ovoci) je vyšší než u stejné dávky podané v čisté podobě jakožto potravinový doplněk (např. vitaminová tableta).[zdroj?] Navíc poslední výzkumy[zdroj?] ukazují, že minimálně u některých antioxidantů dochází při dlouhodobém užívání v čistém stavu k tzv. zvratu antioxidantu, kdy se jeho antioxidační účinek změní v prooxidační (tj. vysoce nežádoucí). Tato vlastnost, jejíž mechanismus je dosud nepochopen, byla pozorována u β-karotenů (provitamin A), vitamínu E, vitamínu C a flavonoidů. U antioxidantů přijímaných přirozenou cestou žádný zvrat zaznamenán nebyl.[zdroj?]

## Rizika antioxidantů
Výzkumy vlivu antioxidantů na rakovinu z let 2014 a 2015 prokázaly na živých myších a kulturách lidských buněk, že antioxidanty pomáhají více buňkám rakovinným, než normálním. Je to způsobeno tím, že rakovinné buňky jsou při svém překotném množení vystaveny velkému oxidačnímu stresu. Antioxidanty tedy velmi pravděpodobně zvyšují riziko rakoviny a zhoršují účinnost léčby. Např. u melanomu navíc dochází ke zrychlení šíření metastáz. Práce se zabývaly N-acetylcysteinem (N-acetyl-L-cystein, NAC), který je součástí mnoha oblíbených, údajně zdravých potravinových doplňků, volně prodejných léků a vitamínem E. Ale je velmi pravděpodobné, že se jedná o problém antioxidantů obecně.

## Nejznámější antioxidanty v potravinách, potravinových doplňcích a registrovaných lécích
- vitamíny – např. vitamín A, vitamín E, vitamín C, vitamín B3
- karotenoidy
- flavonoidy – rostlinná barviva (včetně karotenoidů, některých tříslovin a polyfenolů)
- třísloviny (včetně některých polyfenolů)
- fenolické antioxidanty, polyfenoly
- některé sloučeniny selenu, zinku, manganu, mědi, germania
- antioxidanty na bázi aminokyselin – glutation, taurin
- čisté uhlovodíky (bez dusíku, síry, kovů aj.) – zdroj buněčného kyslíku squalin (skvalen)

## Antioxidační enzymy a další významné antioxidanty chránící organismus
- glutathion peroxidáza (GPx = enzym, který ke své aktivaci potřebuje stopové prvky selen, mangan, měď a zinek, které jsou samy o sobě antioxidanty)[6][7]
- superoxid dismutáza (SOD = enzym, který potřebuje stopové prvky mangan, měď a zinek, které jsou samy o sobě antioxidanty)
- kataláza (CAT = enzym, který potřebuje stopové prvky selen, mangan, měď a zinek, které jsou samy o sobě antioxidanty.[8] Pracuje ve spojení se SOD)
- koenzym Q10[9]
- melatonin je neurohormon (hormon vznikající v nervovém systému nebo jeho buňkách). Jeho prekurzorem je esenciální aminokyselina L-tryptofan.

## Antioxidanty rostlinné a potravinové
Některé rostliny, resp jejich části obsahují takové množství natolik účinných antioxidantů (nebo jsou v lidské stravě obsaženy v takovém množství), že tyto rostliny celé označujeme jako rostlinné antioxidanty. Například cibule nemají významný antioxidační účinek, ale vzhledem ke konzumovanému množství patří pro člověka k důležitým rostlinným antioxidantům. (Řazeno přibližně sestupně dle antioxidačního účinku s přihlédnutím k síle a koncentraci obsažených antioxidačních látek; v závorce koeficient antioxidačního účinku.)[zdroj?]
Ostružiny (100), lékořice (90), dobromysl (84), kopr 70, malinoostružiny (70), maliny (60), granátové jablko, černý rybíz, červené víno (alkoholický nápoj), máta (50), nať vojtěšky, pšeničná tráva, ovesná tráva, tymián, rozmarýn, grepová semínka, vinná semínka (30), borůvky (21), brusinky (20), buráky (20), bílá část kůry pomerančů a citrónů, acerola, kurkuma, zelený čaj, žlutý čaj, černý čaj, aronie, červená cibule, josty, šípky, churmy-kaki (kaki, tomel), červený rybíz, česnek, hřebíček, kmín, zázvor, dobře vyzrálá rajčata a rajská šťáva z nich, blumy, tinktura z ovesné nati, odvar ze směsi obilnin a obilovin (kukuřice, žito, pšenice, oves, ječmen), višně, tmavé třešně, světlé třešně, sušené meruňky, čerstvé měruňky a broskve, kompotované meruňky a broskve, červené grepy (14), červené pomeranče, dýně, cukrový meloun, hložinky, ženšenová tinktura, ženšenový čaj, pivní slad, žluté grepy, žluté pomeranče (7), pomerančová a citronová šťáva, šalvěj, třezalka, kozlík, kiwi, jahody, kari, chmel, papája, mango, špenát, mrkev, topinambury, červené zelí, růžičková kapusta, kapusta, bílé víno (alkoholický nápoj), ginkgo biloba (čaj nebo šťáva z listu), olej pupalkový, olej olivový (panenský), olej slunečnicový (panenský), požltový, brutnákový, saflorový, arašídový, švestky, bezinky, červené víno (hrozny), květ slezu, květ růže topolovky, květ měsíčku, květ černého bezu, květ divizny, angrešt červený, lékořicové pendreky a pastilky, pivo (3), hlávkový salát, bílé víno (hrozny), angrešt žlutý, žlutá cibule, cukína, zelí bílé, jablka (2), bílý rybíz, bílá cibule (1).[zdroj?]